# Gäurandweg
Der Gäurandweg ist im Nordschwarzwald der östlichste der vom Schwarzwaldverein betreuten Fernwanderwege. Mit einer Länge von 120 Kilometern führt er in sechs Etappen von Mühlacker nach Freudenstadt.
Das Wegzeichen des Gäurandwegs ist eine grüne Raute mit roter Hagebutte auf weißem Grund.

## Kurzbeschreibung

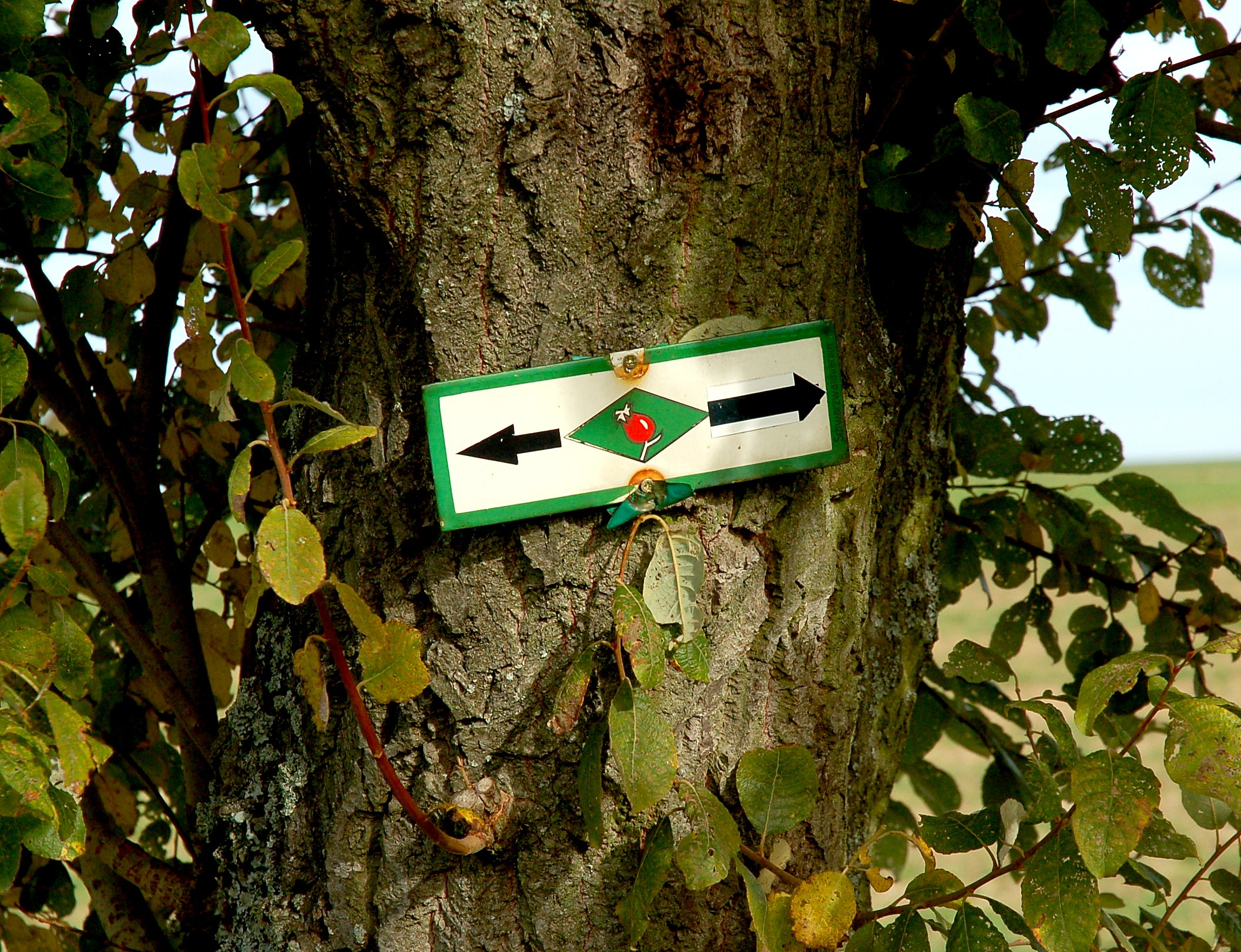
Die rote Hagebutte vor grüner Raute markiert den Gäurandweg.

Der Gäurandweg verläuft zwischen dem Nordschwarzwald im Westen und dem Stroh- und Heckengäu im Osten. Aus dem Enztal von Mühlacker führt der Weg über Pinache und Wiernsheim vorbei an Mönsheim nach Friolzheim, Tiefenbronn und Steinegg. Von dort geht es weiter über Neuhausen und Simmozheim vorbei an Althengstett nach Calw-Stammheim. Weiter durchquert der Weg die Ortschaften Gültlingen und Sulz am Eck, bevor er in Nagold das Nagoldtal erreicht. Über Rohrdorf und Beihingen geht es weiter nach Haiterbach. Von Haiterbach führt die Strecke über Salzstetten nach Schopfloch. Die Strecke führt über Glatten nach Freudenstadt.

## Tagestouren/Etappen

### Erste Etappe: Mühlacker – Steinegg

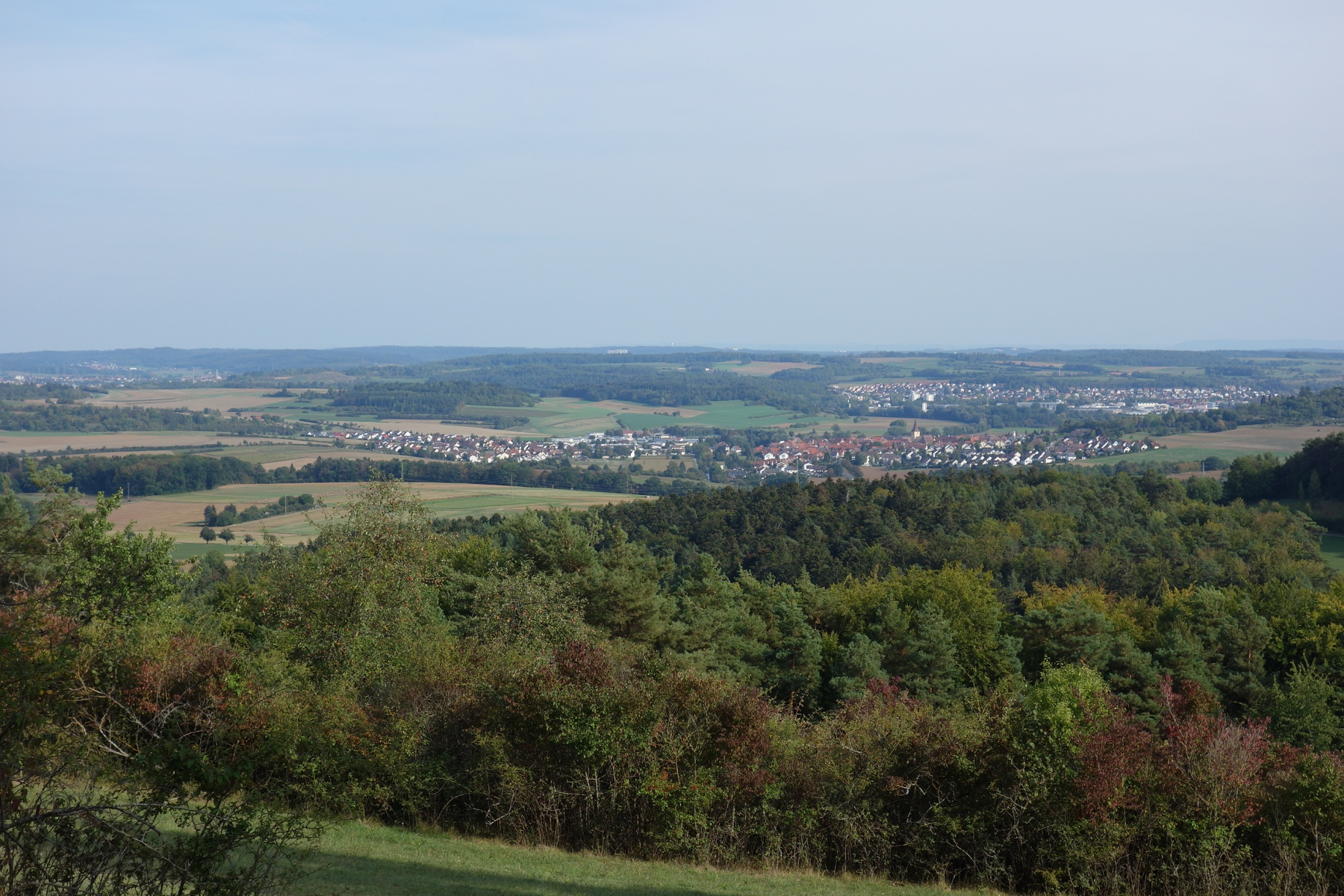
Gäurandweg – Zweite Etappe: Ausblick vom NSG Büchelberg auf Weil der Stadt und Merklingen

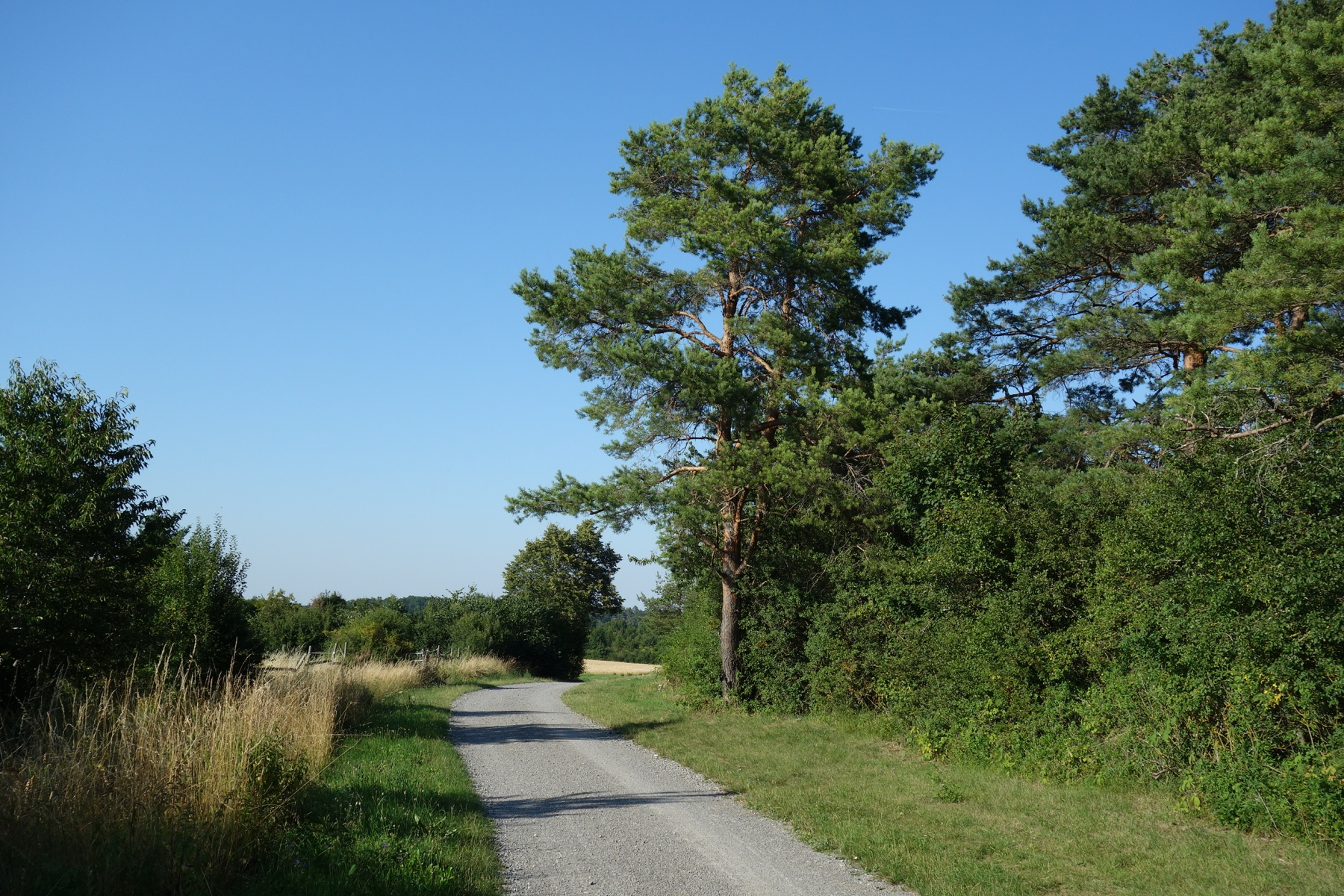
Gäurandweg – Zweite Etappe: Impression bei Simmozheim am NSG Hörnle und Geißberg

- Distanz: 22 Kilometer
- Gehzeit: ca. 5,5 Stunden

| Ort/Sehenswürdigkeit | Strecke (km) | Höhe (m ü. NHN) | Weitere Informationen   |
| -------------------- | ------------ | --------------- | ----------------------- |
| Mühlacker            | 0,0          | 240             |                         |
| Pinache              | 6,0          | 349             | Ortsteil von Wiernsheim |
| Wiernsheim           | 3,0          | 366             |                         |
| Paulinensee          | 3,0          | 380             | Grillhütte              |
| Friolzheim           | 4,5          | 451             |                         |
| Tiefenbronn          | 3,0          | 432             |                         |
| Steinegg             | 2,5          | 418             |                         |

### Zweite Etappe: Steinegg – Calw-Stammheim
- Distanz: 24 Kilometer
- Gehzeit: ca. 6 Stunden

| Ort/Sehenswürdigkeit         | Strecke (km) | Höhe (m ü. NHN) | Weitere Informationen |
| ---------------------------- | ------------ | --------------- | --------------------- |
| Steinegg                     | 00,0         | 418             |                       |
| Neuhausen                    | 04,5         | 482             |                       |
| Naturschutzgebiet Büchelberg | 02,5         | 550             |                       |
| Möttlinger Köpfle            | 04,5         | 576             | Waldspielplatz        |
| Simmozheim                   | 02,0         | 483             |                       |
| Stammheim                    | 10,5         | 469             | Ortsteil von Calw     |

### Dritte Etappe: Stammheim – Wasserturm Oberjettingen
- Distanz: 20 Kilometer
- Gehzeit: ca. 5 Stunden

| Ort/Sehenswürdigkeit     | Strecke (km) | Höhe (m ü. NHN) | Weitere Informationen |
| ------------------------ | ------------ | --------------- | --------------------- |
| Stammheim                | 0,0          | 469             | Ortsteil von Calw     |
| Gültlingen               | 9,0          | 454             | Ortsteil von Wildberg |
| Sulz am Eck              | 4,0          | 465             | Ortsteil von Wildberg |
| Sulzer Eck               | 1,5          | 576             | Grillhütte            |
| Kühlenberg               | 3,0          | 625             |                       |
| Wasserturm Oberjettingen | 2,5          | 605             |                       |

### Vierte Etappe: Wasserturm Oberjettingen – Beihingen
- Distanz: 20 Kilometer
- Gehzeit: ca. 5 Stunden

| Ort/Sehenswürdigkeit     | Strecke (km) | Höhe (m ü. NHN) | Weitere Informationen   |
| ------------------------ | ------------ | --------------- | ----------------------- |
| Wasserturm Oberjettingen | 0,0          | 605             |                         |
| Nagold                   | 4,5          | 411             |                         |
| Ruine Hohennagold        | 1,5          | 515             |                         |
| Rohrdorf                 | 2,5          | 418             |                         |
| Walddorf                 | 3,0          | 561             |                         |
| Egenhäuser Kapf          | 3,5          | 627             |                         |
| Egenhausen               | 2,0          | 560             |                         |
| Beihingen                | 3,0          | 460             | Ortsteil von Haiterbach |

### Fünfte Etappe: Beihingen – Schopfloch
- Distanz: 19 Kilometer
- Gehzeit: ca. 5 Stunden

| Ort/Sehenswürdigkeit | Strecke (km) | Höhe (m ü. NHN) | Weitere Informationen   |
| -------------------- | ------------ | --------------- | ----------------------- |
| Beihingen            | 0,0          | 460             | Ortsteil von Haiterbach |
| Haiterbach           | 3,5          | 706             |                         |
| Salzstetten          | 7,5          | 596             | Ortsteil von Waldachtal |
| Rödelsberg           | 7,0          | 718             |                         |
| Schopfloch           | 1,5          | 667             |                         |

### Sechste Etappe: Schopfloch – Freudenstadt
- Distanz: 14 Kilometer
- Gehzeit: ca. 4 Stunden

| Ort/Sehenswürdigkeit | Strecke (km) | Höhe (m ü. NHN) | Weitere Informationen |
| -------------------- | ------------ | --------------- | --------------------- |
| Schopfloch           | 0,0          | 667             |                       |
| Glatten              | 4,0          | 535             |                       |
| Lauterbad            | 7,0          |                 |                       |
| Freudenstadt         | 3,0          | 732             |                       |